# Зиновьев, Александр Дмитриевич
Александр Дмитриевич Зиновьев (28 мая 1854, Копорье, Санкт-Петербургская губерния — 20 февраля 1931, Рим) — Санкт-Петербургский губернатор, шталмейстер, брат Лидии Зиновьевой-Аннибал.

## Биография
Происходил из дворянского рода Зиновьевых, родился 16 (28) мая 1854 в Копорье (ныне — в Ломоносовском районе Ленинградской области). Сын нарвского городского головы Дмитрия Васильевича Зиновьева (1822—1904) и Софии Александровны, урожд. Веймарн (1831—1903); внук екатерининского сенатора и мемуариста В. Н. Зиновьева.
Окончив Санкт-Петербургский университет, поступил рядовым, на правах вольноопределяющегося 1-го разряда, в лейб-гвардии Конный полк. В 1880 году уволился с военной службы в чине гвардии поручика. С середины 1880-х годов непрерывно находится на выборных должностях корпоративного и местного самоуправления: депутат дворянства Петергофского уезда, земский гласный по Ямбургскому уезду, гласный Нарвской городской думы, губернский земский гласный, председательствующий (избран в 1894 году) Нарвской городской думы. В 1896 году назначен членом совета Дворянского земельного банка.
Был удостоен придворных званий камер-юнкера (1892) и «в должности шталмейстера» (1897).
В начале 1897 года избран санкт-петербургским губернским предводителем дворянства. Занимался исследованиями в области финансов, опубликовал записки «О мерах к облегчению положения заемщиков Государственного дворянского банка и по другим вопросам» и «О мерах обеспечения материальных интересов поместного дворянства» (1899). Владел фамильным имением «Гревова» в Копорье.
В 1903-11 губернатор, в 1907-10 главноначальствующий в С.-Петербургской губернии. Во время его управления городом построены Мало-Крестовский мост (1904), Училищный дом на Греческом пр. (1905), завершено строительство храма Воскресения Христова (1907), открыты 7 бесплатных городских читален.
В 1911—1917 годах — член Государственного совета, с 1914 года — главноуполномоченный Северного района Российского общества Красного креста.
В 1917—1918 годах дважды арестовывался Петроградской ЧК; выслан в Эстонию в 1918 году. В апреле 1920 года с семьей переехал в Англию.
Скончался в 1931 году в Риме. Похоронен на кладбище Тестаччо в одной могиле с поэтом Вячеславом Ивановым.

## Семья
Был женат на фрейлине баронессе Елизавете Николаевне Корф (1861—1913), дочери генерал-лейтенанта. Их сыновья:
- Александр (1880—1904), воспитанник Пажеского корпуса (1900), корнет лейб-гвардии Конного полка. В русско-японскую войну — сотник 2-го Читинского казачьего полка, убит 10 мая 1904 года в стычке близ перевала Хабалин. Похоронен в Копорье.
- Лев (1882—1958), член IV Государственной думы от Санкт-Петербургской губернии.
- Георгий (1885—1914), воспитанник Пажеского корпуса (1904), поручик лейб-гвардии Конного полка, убит в бою под Каушеном 6 августа 1914 года.
- Дмитрий (1887—1963), воспитанник Пажеского корпуса (1907), полковник лейб-гвардии 4-го стрелкового полка. В эмиграции в Англии.
- Николай (1891—1911), воспитанник Пажеского корпуса (1910), подпоручик лейб-гвардии Конной артиллерии. Покончил жизнь самоубийством. Похоронен в Копорье.
- Андрей (1894—1967), воспитанник Пажеского корпуса (1914), штабс-ротмистр лейб-гвардии Конного полка, георгиевский кавалер. Участник Белого движения в составе Северо-Западной армии, ротмистр. В эмиграции в Англии, с 1933 года — в Швеции, секретарь отдела Союза пажей. В 1957 году переехал в США, умер в Вашингтоне.
- Михаил (1896—1937), воспитанник Пажеского корпуса (1914), штабс-ротмистр лейб-гвардии Конного полка. Участник Белого движения в составе Северо-Западной армии. В эмиграции в Тунисе.

## Награды
- Орден Святого Владимира 4-й ст. (1896)
- Орден Святого Владимира 3-й ст. (1897)
- Орден Святого Станислава 1-й ст. (1905)
- Орден Святой Анны 1-й ст. (1909)
- Орден Святого Владимира 2-й ст. (1913)
- Высочайшая благодарность (1913)
- Орден Белого Орла (1917)
- Медаль «В память царствования императора Александра III»
- Медаль «В память коронации императора Николая II»
- Медаль «За труды по первой всеобщей переписи населения 1897 г.»
- Медаль «В память 300-летия царствования Дома Романовых»

Иностранные:
- французский Орден Почётного легиона, командорский крест (1904)
- шведский Орден Полярной звезды, большой крест (1908)
- гессенский Орден Филиппа Великодушного, командорский крест 1-й ст. (1908)